# كتانية أطلسية
الكتانية الأطلسية (باللاتينية: Linaria atlantica) نوع نباتي يتبع جنس الكتانية من الفصيلة الحملية من رتبة الشفويات.

## الموئل والانتشار
تنتشر في المغرب العربي.